# Reaktionsverfahren
Welches Reaktionsverfahren bei der Durchführung eines chemischen Prozesses zum Einsatz kommt, hängt von der Art der chemischen Reaktion ab. Es gibt chemische Reaktionen, die selbständig ablaufen, andere, die nur bei hoher Temperatur oder hohem Druck arbeiten, und solche, die nur in Anwesenheit eines Katalysators funktionieren.
Je nach diesen Bedingungen, bzw. mit welchen Hilfsmitteln die Reaktionen ablaufen, teilt man die Reaktionsverfahren ein:
- Reaktionsverfahren für chemische Prozesse, die von selbst ablaufen
- Thermische Reaktionsverfahren
- Katalytische Reaktionsverfahren
- Elektrochemische Reaktionsverfahren
- Biochemische Reaktionsverfahren